# Paulius Pultinevičius

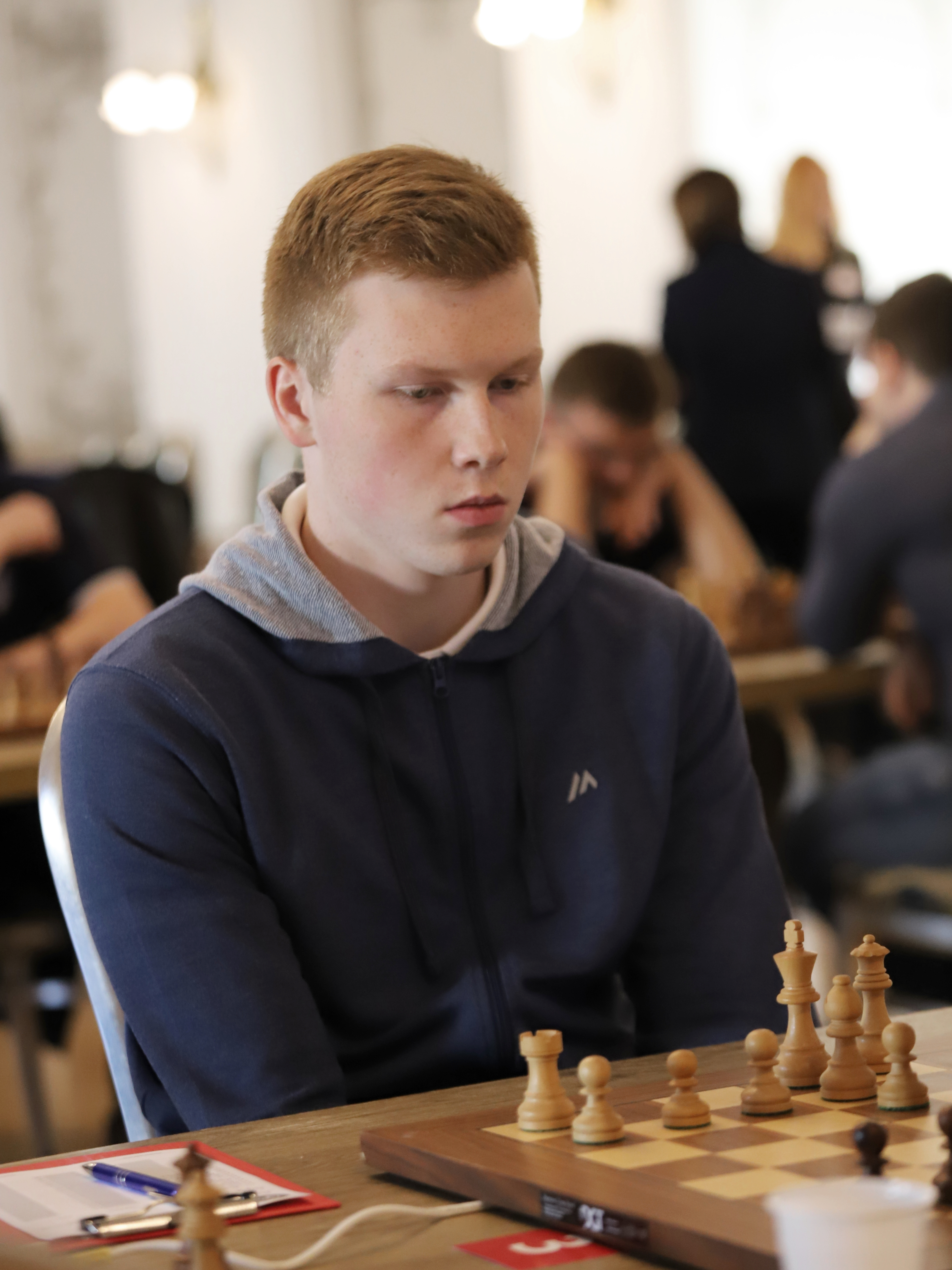
Paulius Pultinevičius (2021)

Paulius Pultinevičius (* 24. November 2001 in Marijampolė) ist ein litauischer Schachspieler.

## Leben
Paulius Pultinevičius spielt Schach und besuchte Schachunterricht ab seinem sechsten Lebensjahr. Den ersten Schach-Geldpreis gewann er als Grundschüler in Palanga 2011.
Paulius machte das Abitur am Rygiškių-Jonas-Gymnasium Marijampolė. Er besuchte auch die örtliche Sportschule (Marijampolės žaidimų sporto mokykla). Von 2021 bis 2024 absolvierte er das Bachelorstudium der Öffentlichen Verwaltung an der Mykolas-Romeris-Universität in der litauischen Hauptstadt Vilnius. 
Sein Trainer ist FM Rolandas Martinkus (* 1966), Leiter des Schach-Clubs „Sūduva“ in Marijampolė. In der polnischen Ekstraliga spielt Pultinevičius 2020 für KSz Hetman Płock.
Seit 2015 nimmt Paulius Pultinevičius an der Litauischen nationalen Schachmeisterschaft teil. Seit 2017 trägt er den Titel Internationaler Meister und ist der erste im litauischen U-18-Rating sowie jüngster litauischer IM. Pultinevičius war litauischer U-14-Meister und nahm an der Jugendeuropameisterschaft im Schach teil. Mit der litauischen Nationalmannschaft nahm er an der Schacholympiade 2016 in Baku teil. Nachdem er beim baltischen Zonenturnier 2018 in Palanga, bei der Europameisterschaft 2019 in Skopje und beim Riga Technical University Open 2019 drei Normen für den Großmeister-Titel erfüllte, trägt er seit Herbst 2019 den Großmeister-Titel.
Im Oktober 2021 erreichte er seine bisher höchste Elo-Zahl von 2552.